# Synagoga Praska w Warszawie

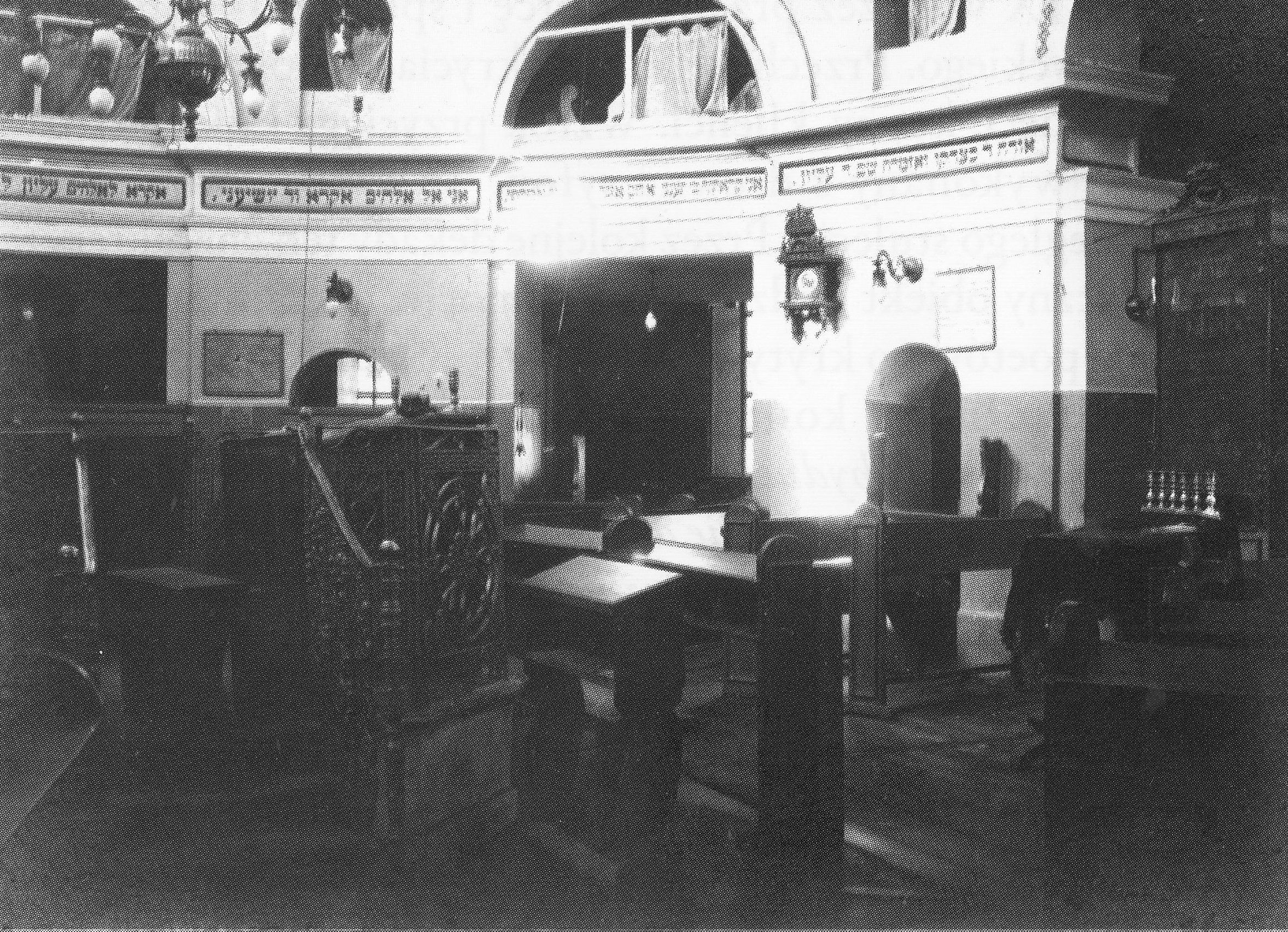
Wnętrze synagogi w okresie I wojny światowej

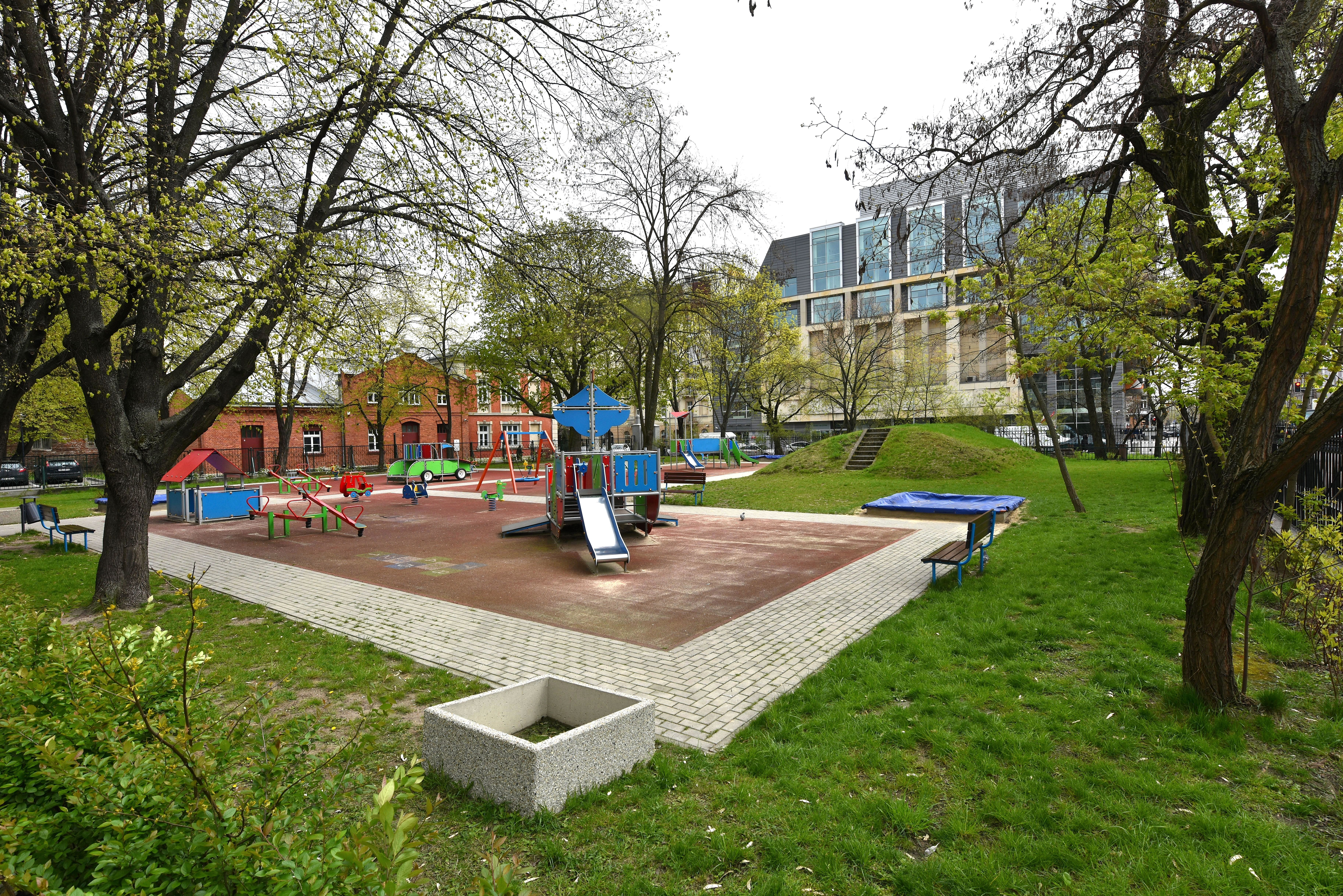
Miejsce, w którym znajdowała się synagoga

Synagoga Praska – główna synagoga praskiej gminy żydowskiej, która znajdowała się przy skrzyżowaniu ówczesnych ulic Petersburskiej (obecnie Jagiellońska) i Szerokiej (ks. I.Kłopotowskiego) w Warszawie. Była jednym z najbardziej charakterystycznych budynków warszawskiej Pragi i jedną z nielicznych w Europie bożnic w kształcie rotundy. Została rozebrana w połowie XX w..

## Historia
Drewniana synagoga pod numerem 26 istniała co najmniej od 1780 i została najprawdopodobniej zniszczona w 1791 podczas rzezi Pragi.
Budowa nowej, ufundowanej przez Gabriela Bereksohna syna znanego finansisty i filantropa Bera Sonnenberga, murowanej synagogi wniesionej według projektu architekta Józefa Lessela w formie bardzo rzadko spotykanej w tego rodzaju budowlach późnoklasycystycznej rotundy została ukończona w 1836.
Podczas II wojny światowej Niemcy zdewastowali synagogę i urządzili w jej budynku odwszalnię. W późniejszym czasie została spalona, lecz jej konstrukcja się nie zawaliła. Po wyzwoleniu Warszawy synagoga została zaadaptowana na potrzeby radzieckiego szpitala wojskowego.
Po wojnie synagoga została prowizorycznie zabezpieczona. 21 lipca 1945 odbyło się w niej pierwsze powojenne nabożeństwo. 9 marca 1949 opinią Urzędu Konserwatorskiego synagoga została uznana za zabytek, który powinien odbudować Centralny Komitet Żydów w Polsce. Ze względu na brak środków finansowych Komitet został jednak zmuszony do zrezygnowania z odbudowy. 
W związku z brakiem funduszy na odbudowę Komitet planował wyburzyć synagogę i postawić na jej miejscu nową lub urządzić na jej miejscu zieleniec z kwiatami. Z planami tymi zgadzał się Urząd do Spraw Wyznań, jednak ówczesny Naczelny Architekt Warszawy, Józef Sigalin, był przeciw i proponował, by w synagodze urządzić inną instytucję. 
W 1961 władze miasta nakazały zburzyć bożnicę, uzasadniając decyzję fatalnym stanem budowli. Według innych źródeł synagoga mogła zostać rozebrana już kilka lat wcześniej, w 1955.
Na miejscu synagogi powstał plac zabaw dla dzieci z przedszkola nr 163 (ul. Jagiellońska 28), a z gruzu usypano górkę do zjeżdżania. Pod ziemią znajdują się fundamenty, zaś plac otacza oryginalne ogrodzenie.
Po 2000 pojawiły się propozycje odbudowy synagogi z przeznaczeniem na cele kulturalne. Odbudowie sprzeciwiała się Gmina Wyznaniowa Żydowska w Warszawie, która liczyła na zwrot nieruchomości i jej sprzedaż. Ostatecznie Gmina otrzymała odszkodowanie, a działka pozostała własnością miasta. 
Pomysł odbudowy budynku nie zostanie prawdopodobnie zrealizowany ze względu na sprzeczności w miejscowym planie zagospodarowania przestrzennego oraz brak środków finansowych

## Architektura
Murowany budynek synagogi wzniesiono na planie okręgu w stylu klasycystycznym z wysoką salą główną z niższym dwukondygnacyjnym obejściem w formie pierścienia mieszczącym galerie dla kobiet (babińce), oraz trzema niewielkimi portykami od północy, zachodu i południa. Od wschodu znajdowała się zamknięta półkoliście absyda, w której umieszczono aron ha-kodesz. Gmach był przykryty stożkowym dachem o drewnianej konstrukcji, a obejście − dachem pulpitowym. Główne wejście (dla mężczyzn) prowadziło przez portyk zachodni, natomiast kobiety wchodziły do synagogi przez portyk południowy. W środku gmachu znajdowała się ośmioboczna bima. Wyjątkowym rozwiązaniem było promieniste ustawienie ławek.
Wewnątrz była bardzo skromnie urządzona, posiadała bardzo mało ozdób oraz dekoracji.
Była jedną z pierwszych w Europie okrągłych synagog − próbą znalezienia nowej formy dla tradycyjnej żydowskiej budowli sakralnej.